# Ensemble vocal Katimavik
Pour les articles homonymes, voir Katimavik (homonymie) et EVK.
L’Ensemble vocal Katimavik (EVK) est un chœur amateur mixte d’environ quatre-vingt-dix choristes fondé en 1970, au Québec, par Roger Lessard. C'est aussi un organisme sans but lucratif qui a contribué à des fondations.

## Historique
Après sa fondation en 1970 par Roger Lessard, l'Ensemble fut sous la direction d’André Beaumier, de 1973 à 1978, à qui succéda Gaby Billette jusqu’en 1990. Depuis 1991, il est sous la gouverne de Patrick Brodeur. Son répertoire, tant profane que religieux, aussi bien accompagné que a cappella, s’étend de la Renaissance au XXIe siècle.

## Réalisations
Depuis sa fondation, l’Ensemble s'est produit en concert dans les régions de Montréal, Québec, Saint-Sauveur, Trois-Rivières et Sherbrooke. Il a participé à plusieurs reprises aux émissions dédiées au chant choral diffusées par la radio de la Société Radio-Canada et est apparu à la télévision d’État à quelques reprises. Il a également fait paraître deux disques : en 1977, Chansons de mon Pays et, en décembre 2000, Dans le silence de la nuit..., un disque a cappella d’arrangements inédits de chants de Noël.
L’Ensemble présente des concerts où se côtoient classiques de la musique chorale et œuvres plus rarement interprétées en privilégiant un seul programme annuel, parfois deux. Parmi ses principales réalisations, soulignons :
Bach
- Cantate Ich hatte viel Bekümmernis, BWV 21 (2001)
- Jesus bleibet meine freude, BWV 147 (1997)
- Lobet den Herrn, BWV 230 (1987 | 1997 | 2014)
- Magnificat en ré majeur, BWV 243 (1987 | 2014)
- Messe en si mineur : Premier Kyrie (2008)
- Messe luthérienne en sol mineur, BWV 235 (1997)

Barber
- Agnus Dei (2017)
- Let down the bars, O death ! op. 8, no 2 (2005)
- Sure on this shining night, op. 13, no 3 (2005)

Barry
- Suite from The lion in winter (2009)

Beck
- Jazz cantate (2013)

Beethoven
- Messe en do majeur, op. 86 : Kyrie (2008)
- Ode à la joie [extrait de la Symphonie no 9 en ré majeur] (2018)

Brahms
- Ein deutsches requiem, op. 45 : Wie lieblich sind deine wohnungen (2018)
- Warum ist das licht gegeben, op. 74, no 1 (2017)

Bruckner
- Locus iste (2017)
- Messe en ré mineur : Kyrie (2008)
- Requiem en ré mineur (1999)

Buxtehude
- Cantate Befiehl dem Engel, dass er komm, BuxWV 10 (2001)

Charpentier
- Messe de minuit pour Noël, H 9 (1986 ∣ 1991 ∣ 1999)
- Messe de minuit pour Noël, H 9 : Kyrie (2008)

Cherubini
- Requiem en do mineur (1999)

Chilcott
- A little jazz mass (2013)
- Circlesong (2011)

Cimarosa
- Magnificat en ré majeur (2004 ∣ 2012)

Corelli
- Concerto de Noël en sol mineur, op. 6, no 8 (1999)

Coulais
- Vois sur ton chemin (2005 ∣ 2009)

Debussy
- Dieu ! Qu’il la fait bon regarder (2005)

Diabelli
- Virgo Maria (2004)

Doyle
- Suite from Henry V (2009)

Dufay
- Alma redemptoris mater (2017)

Durante
- Magnificat en si bémol majeur (2004 ∣ 2012)

Dvorák
- Messe en ré majeur, op. 86 (1982)

Elfman
- Edward Scissorhands (2009)

Ešenvalds
- Only in sleep (2018)
- Stars (2018)

Fauré
- Cantique de Jean Racine, op. 11 (1994 | 2001)
- Les Djinns, op. 12 (2005)
- Madrigal, op. 35 (2005)
- Pavane (2005)
- Requiem, op. 48 (1990)
- Requiem, op. 48 : Agnus Dei (2018)

Forrest
- A basque lullaby (2018)

Gesualdo
- O vos omnes (2017)

Gjeilo
- Dark night of the soul (2016)
- Northern lights (2017)
- Sunrise mass (2018)
- The lake isle (2018)
- Tundra (2018)

Górecki
- Totus tuus (2007)

Hændel
- Coronation anthems, HVW 258-261 (2007)
- The ways of Zion do mourn [Funeral anthem for Queen Caroline], HVW 264 (2007)

Haydn
- Missa brevis Sancti Joannis de Deo, Hob. XXII:7 (2001)
- Missa brevis Sancti Joannis de Deo : Kyrie (2008)

Janáček
- Kačena divoká (2017)

Janequin
- La guerre [La bataille de Marignan] (1991 ∣ 2003)

Jenkins
- The armed man : a mass for peace (2010)

Lauridsen
- Sure on this shining night (2018)

Lotti
- Ad dominum cum tribularer (2004)

Messiaen
- O sacrum convivium (2017)

Monteverdi
- Messa a 4 (1992)
- Messa a 4 : Kyrie (2008)
- Scherzi musicali (2003)

Morricone
- On earth as it is on heaven (2009)

Mozart
- Ave verum, K 618 (1995)
- God is our refuge, K 20 (2017)
- Inter natos mulierum, K 72 (1995)
- Kyrie en ré mineur, K 341 (2008)
- Messe du Couronnement, K 317 (1989)
- Messe en do mineur, K 427 : Kyrie (2008)
- Misericordias Domini, K 222 (2001)
- Missa brevis en ré majeur, K 194 (1995)
- Quaerite primum dei (2017)
- Requiem, K 626 [édition Maunder] (1995)
- Requiem, K 626 (édition Maunder/Süssmayr) (2015)
- Te Deum laudamus, K 141 [66b] (2002)
- Vêpres [L'intégrale], K 193, K 321 et K 339 (2002)

Off
- Carmina Burana (2016)

Palestrina
- Sicut cervus (2017)

Palmeri
- Misa a Buenos Aires (2013)

Pärt
- I am the true vine (2005)
- Magnificat (2014)

Piazzolla
- Libertango (2013)

Poledouris
- Hymn to Red October (2009)

Purcell
- Rejoice in the Lord, alway (2012)

Purifoy
- Jazz exsultate (2013)

Rheinberger
- Abendlied (2017)

Rossini
- Petite messe solennelle : Kyrie (2008)

Rutter
- A gaelic blessing (2010)
- Distant land (2010)
- Fancies (2006)
- For the beauty of the earth (2014)
- Magnificat (2014)
- Requiem (2006)
- Riddle song (2005)
- The Lord bless you and keep you (2005 ∣ 2006)
- The Lord is my light and my salvation (2006)
- The sprig of thyme (2011)

Saint-Saëns
- Calme des nuits (2017)

Salieri
- Justorum animæ (2004)
- Requiem en do mineur (2015)

Schubert
- Messe en sol majeur, D 167 (1990)
- Messe en sol majeur, D 167 : Kyrie (2008)

Sleeth
- A jazz gloria (2013)

Tallis
- If ye love me (2017)

Telemann
- Laudate Jehovam, omnes gentes (1997)

Tiomkin
- The green leaves of summer (2009)

Vangelis
- Conquest of paradise (2009)

Victoria
- O quam gloriosum (2017)

Vivaldi
- Beatus vir, RV 598 (1984 ∣ 1993)
- Credo en mi mineur, RV 591 (1993 | 2004 ∣ 2012)
- Dixit dominus, RV 595 (1984)
- Gloria, RV 589 (1993 ∣ 1999)
- In exitu Israel, RV 604 (2004 ∣ 2012)
- Kyrie en sol mineur, RV 587 (2004 ∣ 2008)
- Laudate dominum, RV 606 (1993 ∣ 1997)
- Magnificat, RV 610a (1993 ∣ 1997 ∣ 2014)

Whitacre
- Sleep (2018)
- The seal lullaby (2018)

Williams
- Double trouble (2009)
- Dry your tears, Africa (2009)
- Duel of the fates (2009)
- Exsultate justi (2009)
- Hymn to the fallen (2009)
- Somewhere in memory (2009)